# Удар (бойові мистецтва)

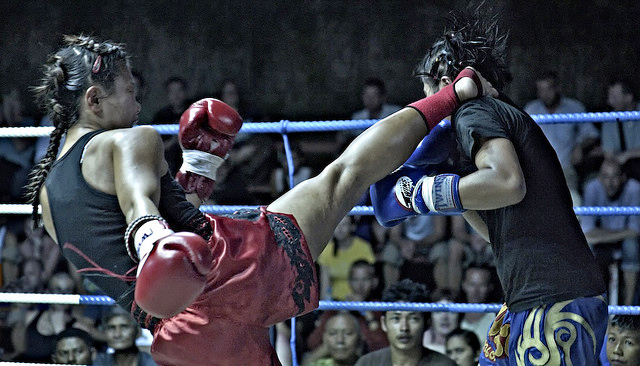
Муай тай. Удар ногою.

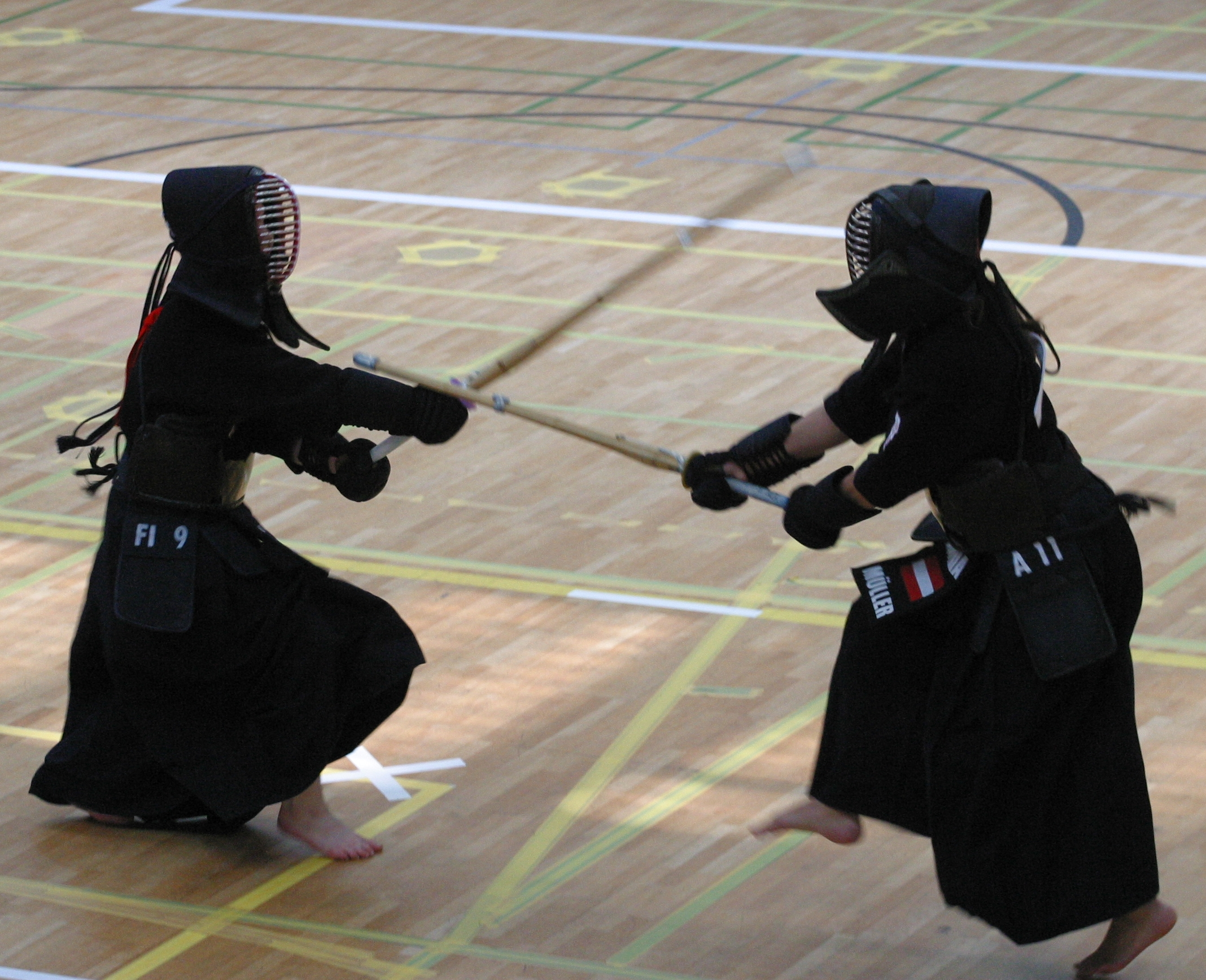
Кендо. Удар сінаєм.

Удар — в бойових мистецтвах це імпульсний направлений рух; дія, що полягає в ураженні об'єкта чи суб'єкта з метою зміни його фізичного стану. Удар — це комплексне поняття, що позначає сукупність наступальних дій ударного характеру, які людина здатна виконувати кінцівкою тіла, корпусом чи головою. Також удар може бути завданий зброєю (холодною чи вогнепальною), предметом господарського призначення чи будь-яким випадковим предметом, що за розмірами придатний для використання у наступі та обороні в рукопашному бою. Влучний удар може завдати противникові відчутної шкоди, травмувати, відправити противника в нокдаун чи призвести до нокауту.
Удари, які людина може виконувати, використовуючи власне тіло, умовно поділяються на:
- удари руками
- удари ногами
- удари корпусом
- удари головою

Удар, що виконаний у відповідь, на випередження, чи назустріч називається контрударом.
Засоби і способи виконання ударів визначаються традиціями конкретного бойового мистецтва. Ударна техніка є предметом вивчення в таких бойових мистецтвах як бокс, кікбоксинг, тайський бокс, ушу, карате, тхеквондо тощо.

## Цікаві факти
- Людині, яка починає вивчення ударної техніки часто доводиться долати рефлекторне закриття очей і затримування дихання при виконанні удару (див. орієнтувальний рефлекс), оскільки це заважає оцінюванню параметрів цілі та зменшує ефективність удару.
- Маса удару рукою у професійного бійця єдиноборств в залежності від власної ваги коливається в межах 200-1000 кг; маса удару ногою сягає 400-2000 кг.
- Індіанцям Месоамерики був невідомий удар кулаком; це вміння було принесене на континент представниками білої раси.